# Épithélium pseudostratifié

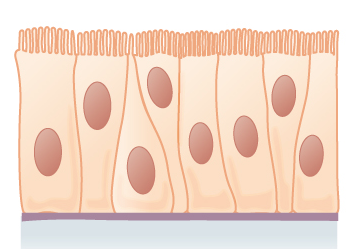
Epithélium cylindrique pseudostratifié.

Un épithélium pseudostratifié est un épithélium qui dans son apparence semble être constitué de plusieurs couches empilées les unes sur les autres, comme un épithélium stratifié, mais à la différence d'un épithélium stratifié, toutes les cellules de l'épithélium pseudostratifié sont en contact avec la lame basale.  
L'épithélium trachéobronchique ou épithélium cylindrique pseudostratifié cilié se trouve dans les muqueuses de la trachées et permet la filtration et l'humidification de l'air entrant. L'épithélium cylindrique pseudostratifié non cilié se situe dans la prostate ainsi que la membrane du canal déférent masculin. Les épithéliums cylindriques pseudostratifiés forment les glandes tubulaires droites de l'endomètre chez la femme. 